# Zambó János
Zambó János  (Hegykő, 1916. május 2. – Miskolc, 2000. december 3.)  bányamérnök, egyetemi tanár, az MTA tagja.

## Tanulmányai
Középiskoláit Sopronban, a Bencés Gimnáziumban végezte 1928–1936 között. 1942-ben a József Nádor Műszaki és Gazdaságtudományi Egyetem soproni Bánya-, Kohó- és Erdőmérnöki Karán kitüntetéssel bányamérnöki oklevelet szerzett.

## Gyakorlati pályája
1941–1942 között egyetemi tanársegédként tevékenykedett.
1942–1945 között az állami ércbányászatban dolgozott a Felvidéken mint műszaki vezető.
1946-ban és 1947-ben az egyetemen adjunktusként oktatott, kutatott és summa cum laude minősítéssel megvédte doktori értekezését.
1947 és 1953 között a szénbányászatban dolgozott, a padragi bányaüzem főmérnöke volt, majd az Ajkai Szénbányák igazgatóhelyettese. Ezután a Közép-dunántúli Szénbányászati Tröszt főmérnökévé és megbízott igazgatójává nevezték ki.
1953–1954 között a Bányászati Kutató Intézet igazgatójaként több kutatási témát indított el.

## Oktatói munkája
1954-től a Nehézipari Műszaki Egyetem Bányaműveléstani Tanszékének professzorává nevezték ki, rövidesen a tanszék vezetője lett és 30 esztendeig irányította azt. 1955–1959 között a Bányamérnöki Kar dékánja, majd 1960–61-ben az egyetem rektorhelyettese, később, 1961 és 1972 között rektora volt. Rektori működése során nagy gondot fordított a hallgatók oktatására, de emellett sokat foglalkozott az egyetem fejlesztésével is. Új központi főépület, műhelycsarnokok, a hallgatók és oktatók ellátását szolgáló menza, új kollégiumi épület és a Selmeci Műemlék Könyvtárat is befogadó könyvtár létesült rektorsága idején.
Egyetemépítő tevékenységét két alkalommal a Munka Érdemrend arany fokozata kitüntetés adományozásával ismerték el, a Miskolci Egyetem díszdoktora lett. Az egyetem alapításának 50 éves évfordulója alkalmából a Pro Universitate és a Jubileumi Egyetemi Aranyéremmel tüntették ki. Aktívan részt vett az Országos Magyar Bányászati és Kohászati Egyesület munkájában, különböző tisztségeket betöltve. Tudományos eredményeit többnyire az egyesület szakmai lapjában, a Bányászat című lapban tette először közre, emelve a lap színvonalát.

## Tudományos tevékenysége
Tevékenységét egyrészt a sokrétű témaválasztás, másrészt a természettudományos alapokra való építkezés jellemezte. Legnagyobb hazai és nemzetközi elismerést kiváltó tevékenysége a telepítéselmélet megteremtése, a magyar bányászati analitikai iskola megalapítása volt.
A bányászati telepítések elméletének kidolgozásáért a Magyar Tudományos Akadémia fiatalon, 1961-ben levelező, majd 1972-ben rendes tagjává választotta. Egy ciklusban a Magyar Tudományos Akadémia elnökségének tagjává választották. Több akadémiai bizottság tagja volt. Hosszabb ideig elnöke volt a Tudományos Minősítő Bizottság bányászati, földtani, geodéziai és geofizikai szakbizottságának, valamint a Kossuth-díj és az Állami Díj szakbizottságainak.
Országos tekintélye döntő mértékben hozzájárult ahhoz, hogy 1979-ben megalakulhatott a Magyar Tudományos Akadémia Miskolci Akadémiai Bizottsága, amelynek 1979-től 1990-ig első elnöke volt.
Tudományos munkájának eredményeként közel kétszáz publikációja és nyolc könyve jelent meg. Két művét külföldön is kiadták.

## Kitüntetései
- Munka Érdemrend arany fokozata (két alkalommal)
- Kossuth-díj, 1953
- Állami Díj, I. fokozat, 1965. – A Bányászati telepítések analitikája című könyvében összefoglalt tudományos munkásságáért
- Miskolci Egyetem Díszdoktora
- Moszkvai Egyetem Díszdoktora
- Pro Universitate
- Jubileumi Egyetemi Aranyérem
- Miskolc város díszpolgára, 1994
- OMBKE kitüntetések

## Fontosabb művei
- Bányaművelés. Műszaki Kiadó, Budapest, 1957 (több kiadásban)
- Bányászati telepítések analitikája. Műszaki Kiadó, 1960.
- Telepítéselmélet a bányászatban. Műszaki Kiadó, Budapest, 1966.
- A bányaművelés alapjai. Akadémia Kiadó, 1985.